# رمضانعلی شاکری

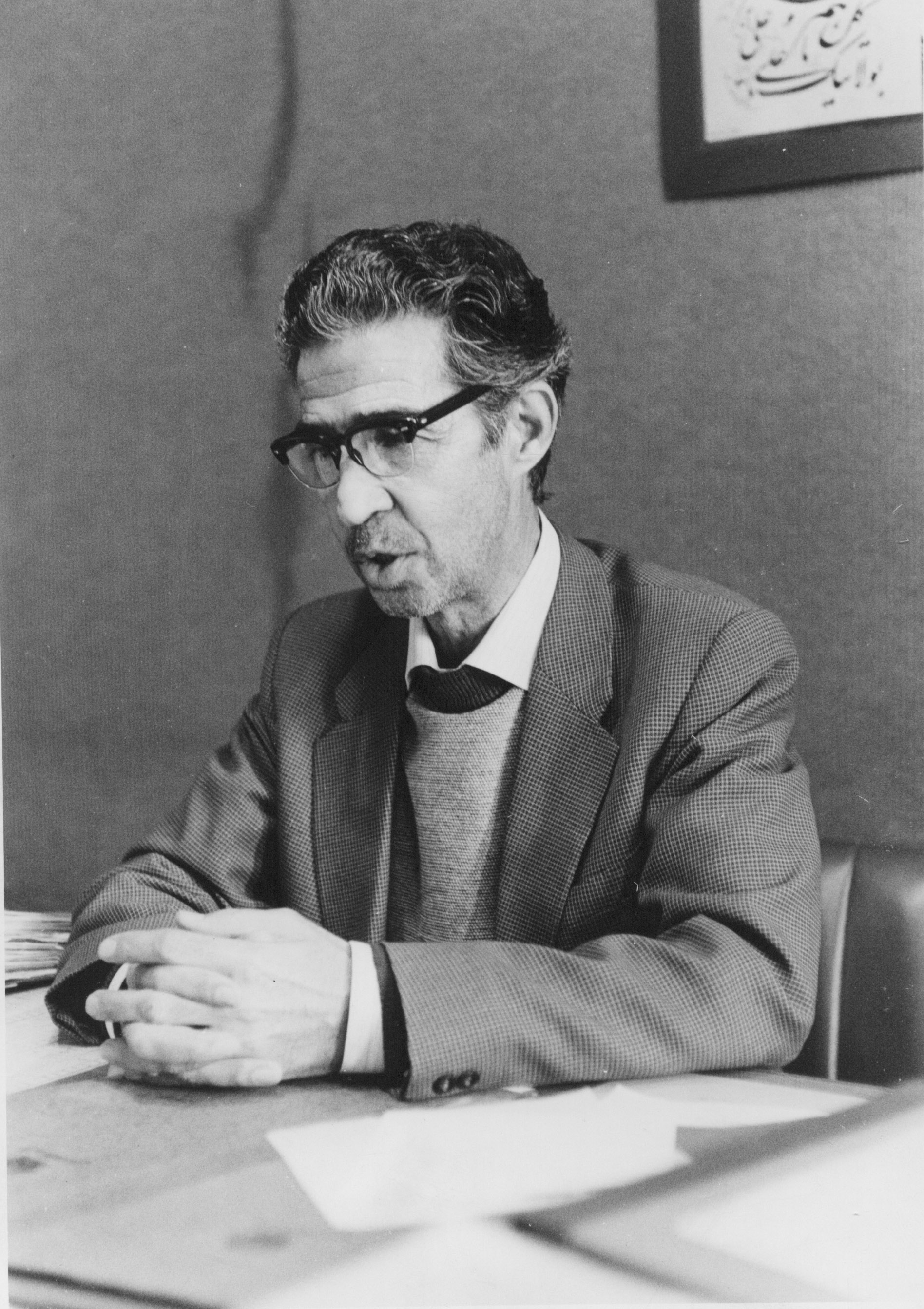
رمضانعلی شاکری

رمضانعلی شاکری (۱ فروردین ۱۳۰۳ - ۲۳ تیر ۱۴۰۱)مورخ، نسخه پژوه و کتابشناس معاصر و رئیس پیشین کتابخانه آستان قدس رضوی است.

## زندگی
به تاریخ یکم فروردین ۱۳۰۳ خورشیدی در قوچان دیده به جهان گشود. مراحل اولیه تحصیل را ابتدا زیر نظر پدرش ملاآقابابا و سپس در دبستان ملی اسلامی قوچان پشت سر گذاشت. در سال ۱۳۱۷ پدرش را از دست داد و  به عنوان فرزند ارشد خانواده در کنار تحصیل، به کار و سرپرستی خانواده مشغول شد. در سال ۱۳۱۹ با عنوان آموزگار دبستان مهرداد قوچان به استخدام وزارت فرهنگ درآمد. در این دوران در محضر آقانجفی قوچانی نیز تلمذ نموده و به عنوان منشی با وی همکاری می نماید. در سال ۱۳۲۳ به مشهد مهاجرت نموده و به عنوان کارمند کارگزینی فرهنگ خراسان و دبیر دبیرستان های مشهد ادامه خدمت داد. به دلیل علاقه به فراگیری دروس قدیمه، در مدرسه علمیه نواب مشهد و در درس آیات میرزا مهدی اصفهانی، میرزا مهدی نوقانی و میرزا جوادآقا تهرانی حاضر شد. در سال ۱۳۳۹ با خانم ملکه تقی زاده ازدواج کرد که حاصل آن سه پسر و دو دختر است. از سال ۱۳۳۷ به سمت رئیس کتابخانه فرهنگ خراسان منصوب و تا سال ۱۳۵۴ در این سمت باقی ماند و پس از ۳۵ سال بازنشسته شد. پس از بازنشستگی به عنوان عضو هیات امنای انجمن کتابخانه های کشور منصوب و به تدریس علوم کتابداری مشغول شد. پس از پیروزی انقلاب اسلامی با دعوت تولیت آستان قدس رضوی ابتدا به عنوان مشاور امور اداری و رئیس کارگزینی آستان قدس و از ابتدای سال ۱۳۵۹ به عنوان عضو هیأت امنا و رئیس کتابخانه مرکزی آستان قدس رضوی به مدت ۱۶ سال منصوب گردید که طرح گسترش و نوسازی سازمان کتابخانه های آستان قدس رضوی را آغاز و به سرانجام رساند. بدین منظور با سفرهای مطالعاتی به کتابخانه های معتبر دنیا از جمله کتابخانه بریتانیا، بادلیان آکسفورد، ولفن بوتل آلمان، اسکوریال مادرید، ناسیونال رم و... طرح جامع کتابخانه آستان قدس رضوی را تدوین نمود. همچنین در این دوران با عضویت در هیات مدیره های موسسه چاپ و انتشارات آستان قدس، کتابخانه و موزه ملی ملک تهران، سازمان موقوفات یزد و کرمان، و... به ترویج و گسترش فرهنگ کتابخوانی اهتمام ورزید. رمضانعلی شاکری در روز پنج‌شنبه ۲۳ تیرماه ۱۴۰۱ خورشیدی در سن ۹۸ سالگی در مشهد چشم از جهان فروبست و در صحن آزادی حرم علی‌بن‌موسی‌الرضا (ع) به خاک سپرده شد.

## مسئولیت ها
از سال ۱۳۳۷ به سمت رئیس کتابخانه فرهنگ خراسان منصوب و تا سال ۱۳۵۴ در این سمت باقی ماند و پس از ۳۵ سال بازنشسته شد. پس از بازنشستگی به عنوان عضو هیات امنای انجمن کتابخانه های کشور منصوب و به تدریس علوم کتابداری مشغول شد. پس از پیروزی انقلاب اسلامی با دعوت تولیت آستان قدس رضوی ابتدا به عنوان مشاور امور اداری و رئیس کارگزینی آستان قدس و از ابتدای سال ۱۳۵۹ به عنوان عضو هیأت امنا و رئیس کتابخانه آستان قدس رضوی به مدت ۱۶ سال منصوب گردید که طرح گسترش و نوسازی سازمان کتابخانه های آستان قدس رضوی را آغاز و به سرانجام رساند. بدین منظور با سفرهای مطالعاتی به کتابخانه های معتبر دنیا از جمله کتابخانه بریتانیا، بادلیان آکسفورد، ولفن بوتل آلمان، اسکوریال مادرید، ناسیونال رم و... طرح جامع کتابخانه آستان قدس رضوی را تدوین نمود. همچنین در این دوران با عضویت در هیات مدیره های موسسه چاپ و انتشارات آستان قدس، کتابخانه و موزه ملی ملک تهران، سازمان موقوفات یزد و کرمان، و... به ترویج و گسترش فرهنگ کتابخوانی اهتمام ورزید.

## آثار
او چند سال بعد از وفات آقانجفی قوچانی، با تصحیح و انتشار دو رساله مشهور ایشان یعنی «سیاحت شرق» و «سیاحت غرب»، به احیاء و معرفی این عالِم دینی اهتمام ورزید. در سال ۱۳۴۶ با تالیف و انتشار کتاب «جغرافیای تاریخی قوچان» که نخستین اثر پژوهشی پیرامون منطقه خبوشان و شمال خراسان بود، تعلق خاطر خود به زادگاهش را نمایان ساخت. پیش از بازنشستگی اهتمام به تالیف کتاب های «فهرست کتب خطی کتابخانه عمومی فرهنگ و هنر مشهد (فارسی و عربی)» و «تاریخچه کتابخانه عمومی فرهنگ و هنر مشهد در پنجاه سال» نمود. پس از بازنشستگی به عنوان عضو هیات امنای انجمن کتابخانه های کشور منصوب و به تدریس علوم کتابداری مشغول شد. از جمله فعالیت های وی در این دوران نیز تالیف و انتشار کتاب «اصول مقدمات کتابداری یا کتابداری آسان» است. از دیگر تالیفات وی کتاب های «اترکنامه (تاریخ جامع قوچان)»، «انقلاب اسلامی و مردم مشهد»، «گنج هزارساله (تاریخچه کتابخانه آستان قدس رضوی)»، «برگی از تاریخ معاصر ایران (حیات الاسلام فی احوال آیت الملک العلام) آقانجفی قوچانی»، «واقفین عمده کتاب به کتابخانه های آستان قدس رضوی»، «از کودکی تا نود سالگی (زیستنامه)»، «سیاستنامه آقانجفی قوچانی»، «کیمیای جسم و جان (مجموعه مقالات کنگره بزرگداشت آقانجفی قوچانی)» و... است.